# Знамениті українці
«Знамениті українці» — україномовна книжкова серія біографічних творів, що з 2009 випуходить у харківському видавництві «Фоліо».
Усі книги серії виходять з палітуркою у форматі 70×108/32 (130×165 мм).
Випуски серії не нумеруються.
Наклад видань зазвичай варіюється у діапазоні від 1000 до 3000 примірників, а кількість сторінок — від 120 до 130.
Видавництво «Фоліо» також випускало однойменну російськомовну серію аналогічного формату, перелік видань якої не збігався з україномовною версією.

## Випуски серії
У переліку нижче випуски розташовано по роках та з вказівкою на кількість сторінок їх першого видання. Більшість з них продовжує перевидаватись.

### 2009
- Григорій Сковорода / Ушкалов Л. В. — 124 с.
- Нестор Махно / Савченко В. А. — 128 с.
- Степан Бандера / Частій Р. В. — 123 с.
- Павло Скоропадський / Савченко В. А. — 123 с.
- Тарас Шевченко / Ушкалов Л. В. — 124 с.
- Роксолана / Рощина Н. — 128 с.
- Микола Гоголь / Тома Л. В. — 128 с.
- Микола Вінграновський / Лазарук М. Я. — 192 с.
- Юлія Тимошенко / Кокотюха А. А. — 123 с.
- Іван Мазепа / Журавльов Д. В. — 121 с.
- Іван Франко / Панасенко Т. М. — 124 с.
- Леся Українка / Панасенко Т. М. — 123 с.
- Леонід Кравчук / Кокотюха А. А. — 119 с.
- Іван Самойлович / Лунін С. І. — 123 с.
- Петро Дорошенко / Карнацевич В. Л. — 121 с.

### 2010
- Михайло Грушевський / Тагліна Ю. С. — 121 с.
- Іван Виговський / Мицик Ю. А. — 119 с.
- Марко Вовчок / Панасенко Т. М. — 121 с.
- Володимир Винниченко / Тагліна Ю. С. — 121 с.
- Іван Котляревський / Панасенко Т. М. — 88 с.
- Богдан Хмельницький / Коляда І. А. — 120 с.

### 2011
- Петро Конашевич-Сагайдачний / Тома Л. В. — 118 с.

### 2012
- Володимир Вернадський / Тома Л. В. — 126 с.
- Тиміш та Юрій Хмельницькі / Мицик Ю. А. — 120 с.
- Данило Апостол / Тома Л. В. — 94 с.
- Кирило Розумовський / Коляда І. А., Милько В. І. — 126 с.
- Панас Мирний / Ушкалов Л. В. — 120 с.
- Григорій Квітка-Основ'яненко / Ушкалов Л. В. — 120 с.
- Михайло Коцюбинський / Коляда І. А., Кирієнко О. Ю. — 119 с.
- Олександр Довженко / Панасенко Т. М. — 120 с.
- Ольга Кобилянська / Вознюк В. А. — 151 с.
- Дем'ян Многогрішний / Гончарук Т. Г. — 117 с.
- Петро Могила / Мицик Ю. А. — 126 с.
- Князі Острозькі / Кралюк П. М., Хаврук Я. Я. — 126 с.
- Іван Сірко / Коляда І. А., Биба Є. В. — 126 с.
- Іван Драч / Загребельний М. П. — 119 с.

### 2013
- Дмитро Байда-Вишневецький / Сорока Ю. В. — 119 с.
- Павло Загребельний / Загребельний М. П. — 121 с.
- Петро Шелест / Шаповал Ю. І. — 125 с.

### 2014
Цього року виходили лише перевидання випусків, що були опубліковані у попередні роки.

### 2015
- Пилип Орлик / Коляда І. А., Коляда С. Ю., Кирієнко О. Ю. — 121 с.
- Володимир Сосюра / Коляда І. А. — 119 с.
- Максим Рильський / Коляда І. А., Коляда Ю. І. — 120 с.
- Симон Петлюра / Савченко В. А. — 127 с.
- Сергій Параджанов / Загребельний М. П. — 126 с.

### 2016
- Василь Стус / Дорошенко О. Є. — 121 с.
- Лесь Курбас / Коломієць Р. Г. — 121 с.
- Андрей Шептицький / Батій Я. О. — 120 с.
- Іван та Юрій Липи / Стамбол І. І., Кучеренко С. В. — 121 с.

### 2017
- Богдан Ступка / Загребельний М. П. — 120 с.

### 2018
- Київські митрополити XVII - XVIII ст. / Мицик Ю. А., Рудюк Д. М. — 129 с.
- Казимир Малевич / Коляда І. А. — 125 с.

- Ярослав Мудрий / Духопельников В. М.; пер. з рос. О. Ю. Коноз. — 125 с.
- Данило Галицький / Згурська М. П., Бєлочкіна Ю. В.; пер. з рос. Т. В. Рассадкіної. — 125 с.
- Олександр Довженко / Панасенко Т. М. — 124 с.
- Микола Лисенко / Коляда І. А., Коляда Ю. І., Вергун С. — 129 с.
- Кардинал Сліпий / Киричук О. С. — 129 с.
- Іван Багряний / Шапошникова О. О. — 122 с.
- Остап Вишня / Коломієць Р. Г. — 124 с.
- Марко Кропивницький / Коломієць Р. Г. — 123 с.
- Петро Гулак-Артемовський / Коляда І. А., Коляда Ю. І., Кирієнко О. Ю., Биба Є. В. — 124 с.

### 2019
- Павло Тичина / Коляда І. А., Коляда Ю. І. — 124 с.
- Гнат Хоткевич / Коломієць Р. Г. — 125 с.
- Михайль Семенко / Коломієць Р. Г. — 121 с.
- Микола Зеров / Кужавська Є. — 127 с.
- Володимир Івасюк / Нечаєва П. М. — 124 с.
- Володимир Мономах / Ричка В. М. — 124 с.
- Соломія Крушельницька / Коляда І. А. — 125 с.
- Микола Хвильовий / Коломієць Р. Г. — 120 с.
- Любомир Гузар / Климончук О. М.; передм. В. Є. Єленського. — 125 с.
- Микола Бажан / Коломієць Р. Г. — 120 с.
- Ліна Костенко / Кудрін О. В.; пер. з рос. В. С. Бойка. — 120 с.
- Квітка Цісик / Коляда І. А. — 121 с.
- Шмуель Йосеф Агнон / Левченко О. С. — 124 с.
- Майк Йогансен / Загребельний М. П. — 125 с.
- Наталія Ужвій / Коломієць Р. Г. — 127 с.
- Павло Харитоненко / Скляренко В. М., Сядро В. — 124 с.
- Шолом-Алейхем / Краснящих А. П.; пер. з рос. В. М. Верховня. — 127 с.

### 2020
- Дмитро Донцов / Коломієць Р. Г. — 119 с.
- Никифор Дровняк / Коломієць Р. Г. — 125 с.
- Леонід Биков / Коломієць Р. Г. — 127 с.
- Василь Симоненко / Коляда І. А. — 121 с.
- Микола Леонтович / Коляда І. А. — 120 с.
- Бруно Шульц / Павлишин А. С. — 123 с.
- Ігор Сікорський / Коляда І. А. — 121 с.
- Кузьма Скрябін / Згурська М. П., Бардецький В. Я. — 127 с.
- Георгій Нарбут / Нагорна О. — 121 с.

### 2021
- Іван Богун / Коляда І. А., Борчук С. М., Ільницький І. В. — 128 с.

## Анонсовані видання
Видавництвом анонсований вихід наступних випусків:
- Валер'ян Підмогильний / Коломієць Р. Г. — 128 с.
- Олег Ольжич / Коломієць Р. Г. — 128 с.
- Микола Глущенко / Пінчевська Б. М. — 128 с.
- Євген Плужник / Коломієць Р. Г. — 124 с.
- Наталена Королева / Венгринюк Х. Ю. — 128 с.
- Олена Теліга / Коломієць Р. Г. — 128 с.
- Віктор Домонтович / Коляда І. А. — 128 с.